# Laguna Blanca, Chile
Laguna Blanca este o comună din provincia Magallanes, regiunea Magallanes, Chile, cu o populație de 208 locuitori (2012) și o suprafață de 3695,6 km2.